# Nowa Wieś Żarecka (gromada)
Nowa Wieś Żarecka – dawna gromada, czyli najmniejsza jednostka podziału terytorialnego Polskiej Rzeczypospolitej Ludowej w latach 1954–1972.
Gromady, z gromadzkimi radami narodowymi (GRN) jako organami władzy najniższego stopnia na wsi, funkcjonowały od reformy reorganizującej administrację wiejską przeprowadzonej jesienią 1954 do momentu ich zniesienia z dniem 1 stycznia 1973, tym samym wypierając organizację gminną w latach 1954–1972.
Gromadę Nowa Wieś Żarecka z siedzibą GRN w Nowej Wsi Żareckiej (obecnie w granicach Myszkowa) utworzono – jako jedną z 8759 gromad na obszarze Polski – w powiecie zawierciańskim w woj. stalinogrodzkim, na mocy uchwały nr 24/54 WRN w Stalinogrodzie z dnia 5 października 1954. W skład jednostki weszły obszary dotychczasowych gromad Dzierżno, Nowa Wieś i Połomia Żarecka ze zniesionej gminy Żarki w tymże powiecie, a także oddziały leśne nr nr 9A i 10A z Nadleśnictwa Rzeniszów. Dla gromady ustalono 16 członków gromadzkiej rady narodowej.
1 stycznia 1956 gromada weszła w skład nowo utworzonego powiatu myszkowskiego w tymże województwie
20 grudnia 1956 województwo stalinogrodzkie przemianowano (z powrotem) na katowickie.
31 grudnia 1961 z gromady Nowa Wieś Żarecka wyłączono część obszaru wsi Nowa Wieś Żarecka o powierzchni 88,80 ha, włączając ją do gromady Masłońskie w tymże powiecie.
Gromada przetrwała do końca 1972 roku, czyli do kolejnej reformy gminnej.